# شوسه دونتان-لا فایت (متروی پاریس)

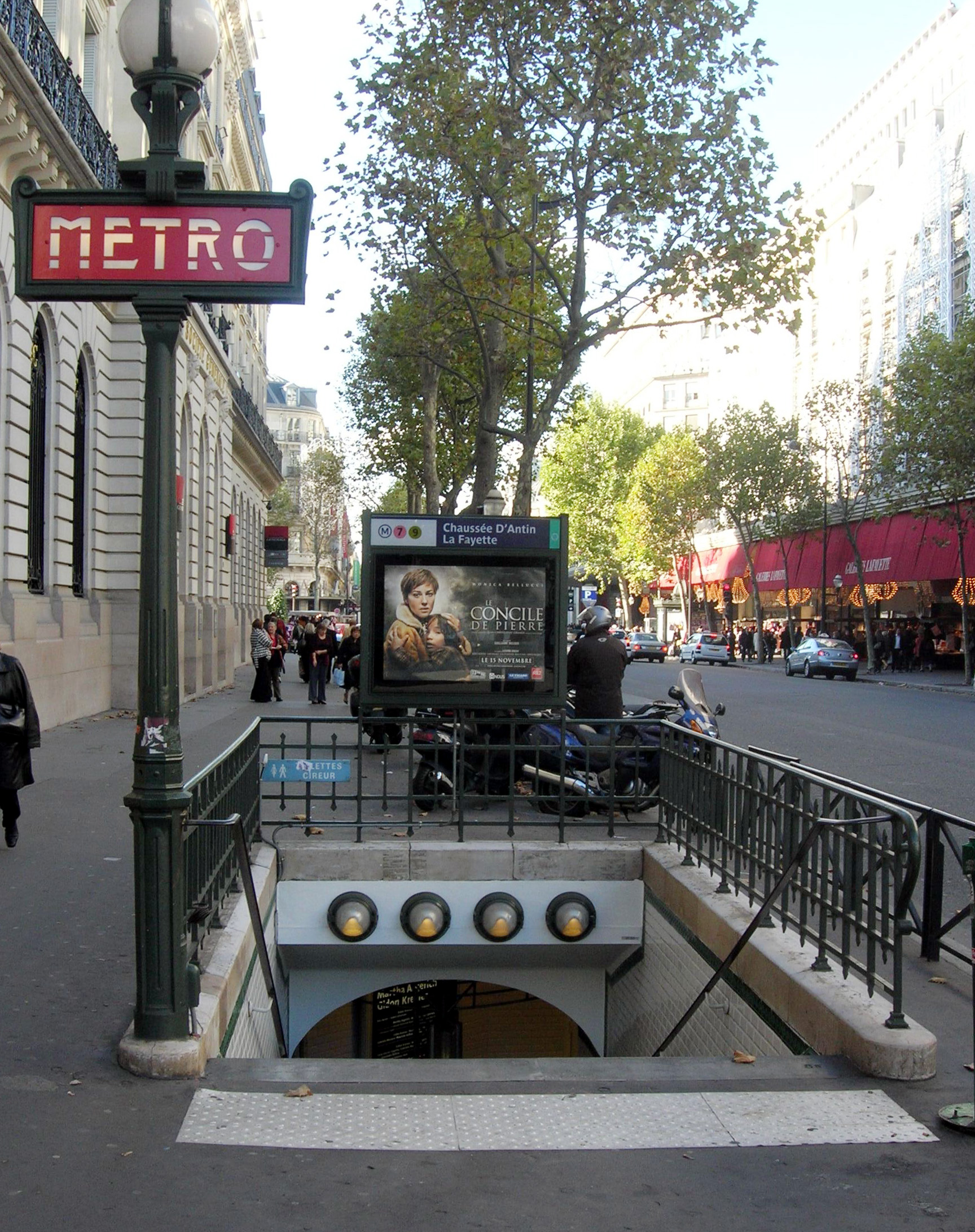
Ingresso dal boulevard Haussmann.

 شوسه دانتن- لافایت ایستگاه مترو است که روی خط ۷ و ۹ در محله نهم پاریس واقع شده‌است. این ایستگاه در ۵ نوامبر ۱۹۱۰ در چهارراه خیابان شوسه دانتن و خیابان لافایت به را افتاد. این ایستگاه نام خود را از خیابان شوسه دانتن به عاریت گرفته و در نزدیک گالری لافایت قرار گرفته‌است.

## نگارخانه

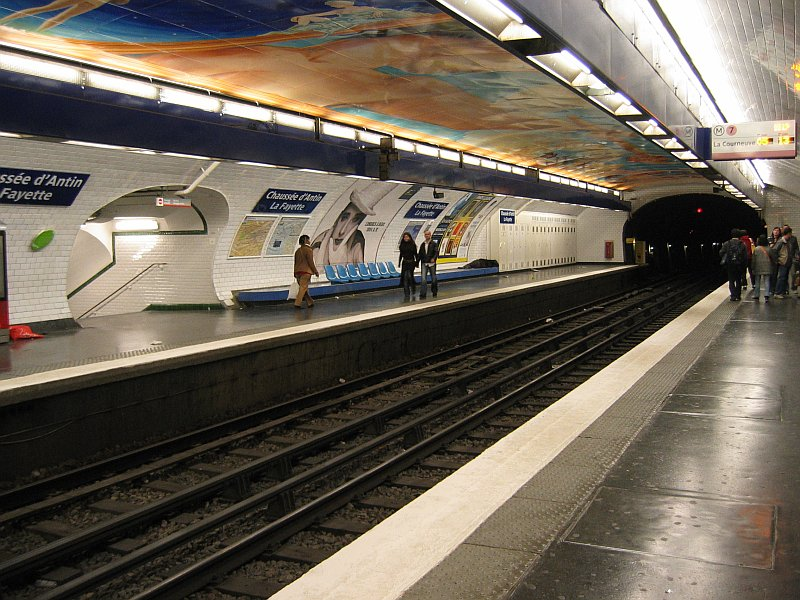